# Basler Straße (métro de Munich)
Basler Straße (en allemand : U-Bahnhof Basler Straße) est une station de la ligne U3 du métro de Munich. Elle est située sous la Züricher Straße dans le quartier de Forstenried, secteur de Thalkirchen-Obersendling-Forstenried-Fürstenried-Solln, à Munich en Allemagne.

## Situation sur le réseau

Plan du métro (2020).

La station se situe ,

## Histoire
La station ouvre le 1er juin 1991 dans le cadre de l'extension de la ligne 3 vers le sud. Les murs derrière la voie sont constitués de pieux forés qui ont été laissés rugueux et gris. De plus, un diable jaillit du mur, à travers lequel l'architecte et caricaturiste Ernst Hürlimann fait allusion aux personnages du Carnaval de Bâle. Le plafond est constitué de panneaux de tôle façonnés en un auvent carré. La plate-forme, conçue avec le motif de galets de l'Isar, est éclairée par deux bandes lumineuses. De plus, beaucoup de lumière du jour pénètre dans la station à travers la cage d'ascenseur en miroir. L'entraînement de l'ascenseur était logé dans une colonne publicitaire ovale sur la plate-forme en raison d'un manque d'espace.

## Services aux voyageurs

### Accès et accueil
En plus de l'ascenseur, à l'extrémité ouest, il y a une petite mezzanine et à l'extrémité est, l'entrée est directe.

### Intermodalité
Il n'y a pas de correspondances.